# George Russell (general)
Lord George William Russell, född den 8 maj 1790, död den 16 juli 1846 i Genua, var en brittisk militär och diplomat. Han var son till John Russell, 6:e hertig av Bedford, och bror till lord John Russell.
Russell gjorde en militär karriär, avslutad som generalmajor 1841. Han var dessutom parlamentsledamot 1818–1830 och ambassadör i Berlin 1835–1841.
Russell gifte sig 1817 med Elizabeth Anne Rawdon (1793–1874), brorsdotter till Francis Rawdon-Hastings, 1:e markis av Hastings.

## Barn
- Francis Russell, 9:e hertig av Bedford (1819–1891)
- Lord Arthur Russell (1825–1892), parlamentsledamot 1857–1885
- Odo Russell, 1:e baron Ampthill (1829–1884)